# Llac Manitou

El Llac Manitou és el llac més gran de l'Illa Manitoulin a Ontario, Canadà. Té una superfície de 104 km². És el llac més gran del món dins una illa d'aigua dolça. També és el llac més gran dins d'un llac (el llac Huron). El Llac Manitou fa 19,8 km de llargada i 6 km d'amplada. El drena el riu Manitou. També hi ha moltes illes petites dins del Llac Manitou. 

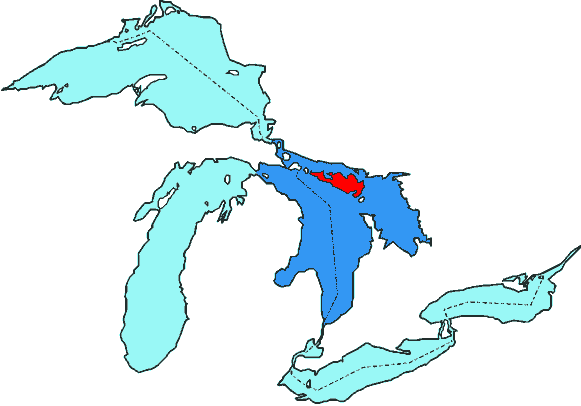
Localització de l'illa Manitoulin dins dels Grans Llacs